# فيلهلم الثامن (لاندغراف هسن-كاسل)
فيلهلم الثامن (10 مارس 1682 - 1 فبراير 1760)؛ أصبح يحكم أراضي هسن-كاسل منذ عام 1730 وحتى وفاته، أولاً كوصي (1730-1751) ثم لاندغراف (1751-1760)؛ هو ابن السابع لـ كارل الأول لاندغراف هسن-كاسل وماريا أماليا من كورلاند، أصبح شقيقه الأكبر فريدرش الأول منذ 1720 ملك السويد، أصبح الحاكم-الوصي في 1730 بعد وفاة والده بالنيابة عن شقيقه الأكبر الذي فضل البقاء في السويد، ولكنه أصبح لاندغراف بعد وفاته دون ورثة شرعيين في 1751، شارك في حرب السنوات السبع إلى جانب البروسيين والبريطانيين، وبذلك أصبحت هسن-كاسل ساحة للعديد من المعارك، وأيضا تم احتلالها من قبل الفرنسيين في عدة مرات، كانت تربطه علاقة صداقة مع فريدرش الثاني ملك بروسيا والإمبراطور كارل السابع.
في 1749 تحول وريثه فريدرش إلى الكاثوليكية، ومع ذلك بقت الإمارة على المذهب الكالفينية، في حين نقل سلطة إمارة هاناو إلى حفيده فيلهلم بعد  فراق والديه.